# Der erste Patient
Der erste Patient è un cortometraggio muto del 1917 diretto e interpretato da Ernst Lubitsch.

## Produzione
Il film fu prodotto dalla Projektions-AG Union (PAGU).

## Distribuzione
In Danimarca, il film uscì in sala il 20 agosto 1917 con il titolo Den første patient. La pellicola viene considerata presumibilmente perduta.